# Johnson Amendment
Das Johnson Amendment ist eine vom späteren US-Präsidenten Lyndon B. Johnson 1954 eingebrachte Ergänzung zum Internal Revenue Code, dem Bundessteuergesetz der USA.

## Erläuterung
Die Regelung hindert die unter Paragraph 501(c)(3) des Gesetzes steuerrechtlich als gemeinnützig anerkannten Organisationen und Verbände daran, sich politisch zu engagieren, etwa durch Spenden für Wahlkampffonds bestimmter Politiker. Insbesondere gehören hierzu Kirchen und kirchliche Organisationen. Die Grenzen dessen, was hier als politisches Engagement betrachtet wird, sind relativ weit gefasst, Maßnahmen politischer Bildung oder zum Beispiel Maßnahmen zur Erhöhung der Wahlbeteiligung gehören jedoch nicht dazu, sofern sie politisch neutral erfolgen. Die Folge einer Verletzung der Regelung könnte ein Verlust der steuerrechtlichen Begünstigung sein.
Die Regelung wirkt sich auch mittelbar aus: Da Spenden an solche Organisationen steuerlich absetzbar sind, verhindert sie zum Beispiel ein „Weiterreichen“ einer an eine Kirche gemachten steuerbegünstigten Spende durch diese an einen Wahlkampffonds.
Die Regelung wurde vom damaligen Senator Johnson eingebracht und am 16. August 1954 unter Abschnitt 736 Teil des Internal Revenue Code.
Auch bei der Novellierung der Steuergesetze unter Ronald Reagan 1986 hatte die Regelung Bestand. In den letzten Jahren haben zahlreiche republikanische Politiker und politische Gruppen sich für die Abschaffung der Regelung eingesetzt, wobei sie argumentierten, dass diese das im First Amendment der US-Verfassung festgelegte Recht auf Meinungsfreiheit von Kirchen und religiösen Gruppen verletze.
Auch Donald Trump sprach sich bereits in seinem Wahlkampf gegen die Regelung aus.
Am 2. Februar 2017 erklärte US-Präsident Trump in einer Rede beim National Prayer Breakfast, dass er das Johnson Amendment aufheben wolle. Trump sagte:

“Jefferson asked, ‘Can the liberties of a nation be secure when we have removed a conviction that these liberties are the gift of God?’
Among those freedoms is the right to worship according to our own beliefs. That is why I will get rid of and totally destroy the Johnson amendment and allow our representatives of faith to speak freely and without fear of retribution—I will do that.”

„Jefferson fragte: ‚Können die Freiheitsrechte einer Nation sicher sein, wenn die Überzeugung verloren ist, dass sie ein Geschenk Gottes sind?‘ Zu diesen Freiheiten zählt das Recht, entsprechend persönlichem Glauben Gott zu verehren. Daher werde ich das Johnson Amendment loswerden und völlig zerstören und so gewährleisten, dass unsere Glaubensvertreter frei und ohne Furcht vor Vergeltung sprechen können – das werde ich tun.“

Trump erließ im Mai 2017 eine executive order und behauptete, damit sei man das Johnson Amendment „losgeworden“. Die Medien und insbesondere die evangelikalen Gegner des Amendments sind sich aber einig, dass dies nicht zutrifft. Trumps Erlass weist lediglich die Behörden an, keine Steuerstrafen gegen religiöse Personen oder Organisationen zu verhängen, die sich zu politischen Themen aus religiöser Perspektive äußern. Solche Steuerstrafen wurden jedoch auch zuvor nur äußerst selten verhängt.

## Hintergrund

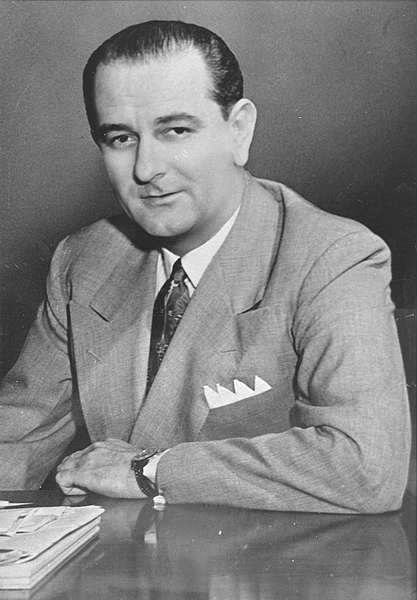
Senator Lyndon Johnson

Johnsons Gesetzesinitiative richtete sich damals nicht primär gegen Kirchen, sondern im Umfeld von Johnsons Kandidatur in den Texas Democratic Primaries am 24. Juli 1954 gegen zwei konservative, als gemeinnützig anerkannte Organisationen.
Diese waren das von dem texanischen Ölmilliardär H. L. Hunt gegründete Facts Forum sowie das Committee for Constitutional Government (CCG) Frank Gannetts.
Das Facts Forum produzierte antikommunistische politische Radio- und Fernsehprogramme und galt als der Bewegung des Senators Joseph McCarthy verbunden, der ein politischer Gegner Johnsons war. Zudem hegte Johnson den Verdacht, dass das Facts Forum seinen Gegenkandidaten in den bevorstehenden Primaries unterstütze. Dieser Gegenkandidat war Dudley T. Dougherty, ein exzentrischer Ölmillionär mit Rückhalt in katholischen Kreisen.
Das CCG war eine rechtskonservative, ursprünglich gegen Roosevelts New-Deal-Politik gerichtete Organisation, die ihre Zwecke vor allem durch Briefversand von Propagandamaterial an ausgewählte Personenkreise verfolgte. Ein Unterstützer Johnsons erhielt eine solche Sendung, in der das CCG sich für Johnsons Gegner Dougherty positionierte. Auf diesen Vorgang aufmerksam gemacht, beschloss Johnson, den steuerbegünstigten Status von CCG in Frage zu stellen, und kontaktierte den Internal Revenue Service, wo man allerdings keine gesetzliche Grundlage sah, um tätig zu werden. Johnson handelte nun sehr schnell und erreichte es, dass ein entsprechender Vorschlag ohne Debatte akzeptiert und binnen kürzester Zeit zum Gesetz wurde.
Die ursprüngliche Regelung verbot den in Abschnitt 501(c)(3) bezeichneten Organisationen lediglich Wahlkampfspenden. Erst 1969 wurde auch untersagt, Spenden an in Wahlkämpfen engagierte Organisationen steuerlich abzusetzen.